# Захария, Элия
Элия Захария, в период замужества Зогу (алб. Elia Zaharia, алб. Elia Zogu; род. 8 февраля 1983, Тирана) — албанская актриса, певица и бывшая жена Леки II, титулярного короля Албании, с которым состояла в браке с 2016 по 2024 год.

## Ранние годы и образование
Элия Захария родилась 8 февраля 1983 года в Тиране (Албания) в семье Гергя Захарии и Юлки Муйо. Её отец был родом из города Пермети, а семья матери — из Подгорицы (Черногория). Впоследствии они переехали в Шкодер, город на севере Албании. У Элии есть младший брат — Амос Муйи Захария. Её мать — известная актриса, а брат — актёр и кинорежиссёр.
В 2002 году Элия окончила Национальную художественную школу Йордана Мисьи в Тиране по специальности «искусство и сценография», а затем перебралась в Париж, где училась в университете и познакомилась с принцем Лекой. В 2005 году она окончила Национальную консерваторию Бордо по специальности «художественная драма». Впоследствии Элия занималась в частной французской драматической школе в Париже «Курсы Флоран», а затем продолжила обучение сценическому мастерству в Университете Париж VIII, который окончила в 2010 году.
Элия свободно говорит на французском, английском и итальянском языках.
Она родила дочь 22 октября 2020 года в родильном доме имени королевы Геральдине в Тиране, в 18-ю годовщину смерти её же. В честь неё же также назвали и новорождённую.

## Карьера
Элия играла в нескольких постановках в Национальном театре, в том числе в:
- 2011: «Суровое испытание» Артура Миллера
- 2011: «Горькая любовь» Карло Бруни
- 2012: «Забудь любовь» Эриона Каме (Албанский национальный театр комедии)
- 2013: «Сон в летнюю ночь» Уильяма Шекспира
- 2014: «Солнечные мальчики» Нила Саймона (Албанский национальный театр комедии)
- 2016: «Три сестры» Антона Чехова

Элия также снималась в кино и выступала как певица. В 2002 году она сыграла главную роль в фильме «Красные цветы, чёрные цветы» (алб. Lule te kuqe, lule te zeza), а в 2008 году снялась в картине Горана Паскалевича «Медовый месяц».
С 1999 по 2002 год Элия была участницей музыкальной группы «Spirit Voice». В 2016 и 2018 годах она вместе с Ардитом Гьебреа вела албанский музыкальный конкурс Kenga Magjike.

## Личная жизнь
В Париже Элия познакомилась с принцем Лекой, а в мае 2010 года они обручились. С того времени она сопровождала принца во всех его официальных визитах и встречах с членами других королевских семей. Она также возглавляет Фонд королевы Геральдине, некоммерческую организацию, основанную королевским домом и призванную помогать нуждающимся албанским семьям и детям.
27 марта 2016 года принц Скендер Зогу (род. 1933), член албанской королевской семьи, объявил, что Лека и Элия сочетаются браком 8 октября 2016 года в Королевском дворце в Тиране. Церемония носила полуофициальный статус, на которой присутствовали более 300 членов других европейских дворянских и королевских семей. Гражданский брак супругов был заключён мэром Тираны Эрьоном Велиаем.
Среди членов королевских семей, присутствовавших на свадьбе, были: королева Испании София, вдовствующая императрица Ирана Фарах Пехлеви, принц и принцесса Кентские, наследный принц Александр и наследная принцесса Катарина Югославские, принц Гийом Люксембургский вместе с принцессой Сибиллой, принцесса Леа Бельгийская, а также другие представители монарших семей России, Италии, Лихтенштейна, Румынии, Греции, Грузии, Черногории, Марокко и члены других знатных семей. На церемонии также присутствовали представители высшей власти Албании.
17 января 2024 года супруги объявили о разводе.